# Alaska (teritoriu SUA)
Teritoriul Alaska (engleză Alaska Territory) a fost un teritoriu organizat al Statelor Unite ale Americii între 24 august 1912 și 3 ianuarie 1959, zi în care Alaska a devenit cel de-al patruzeci și nouălea stat al Uniunii.

## Istoric
După vinderea Alaskăi de către Rusia și cumpărarea sa de către Statele Unite, în 1867, ca rezultat al unei situații politice foarte complexe, implicând Imperiul Britanic, noul creat Dominion al Canadei, Statele Unite și Rusia, prin așa-numita Alaska Purchase (luată deseori în derâdere ca "Seward's Folly"), regiunea a fost numită inițial Departamentul Alaska și mai târziu, înainte de a deveni teritoriu al Statelor Unite, Districtul Alaska. 